# 热尼西奥
热尼西奥是葡萄牙布拉干萨区的一个堂区。总面积29.82平方公里，总人口233人，人口密度7.8人/平方公里。